# Kompa
Kompa è un arrondissement del Benin situato nella città di Karimama (dipartimento di Alibori) con 8 469 abitanti (dato 2006).